# Cetatea veche (Koblenz)
Cetatea veche a fost prin secolul XIII rezidență princiară, din cetate a rămas numai o parte care în prezent arhivă de stat. Cetatea este amplasată în orașul Koblenz din landul Renania-Palatinat, Germania.